# Macrozamia
Macrozamia är ett släkte av kärlväxter. Macrozamia ingår i familjen Zamiaceae.

## Bildgalleri

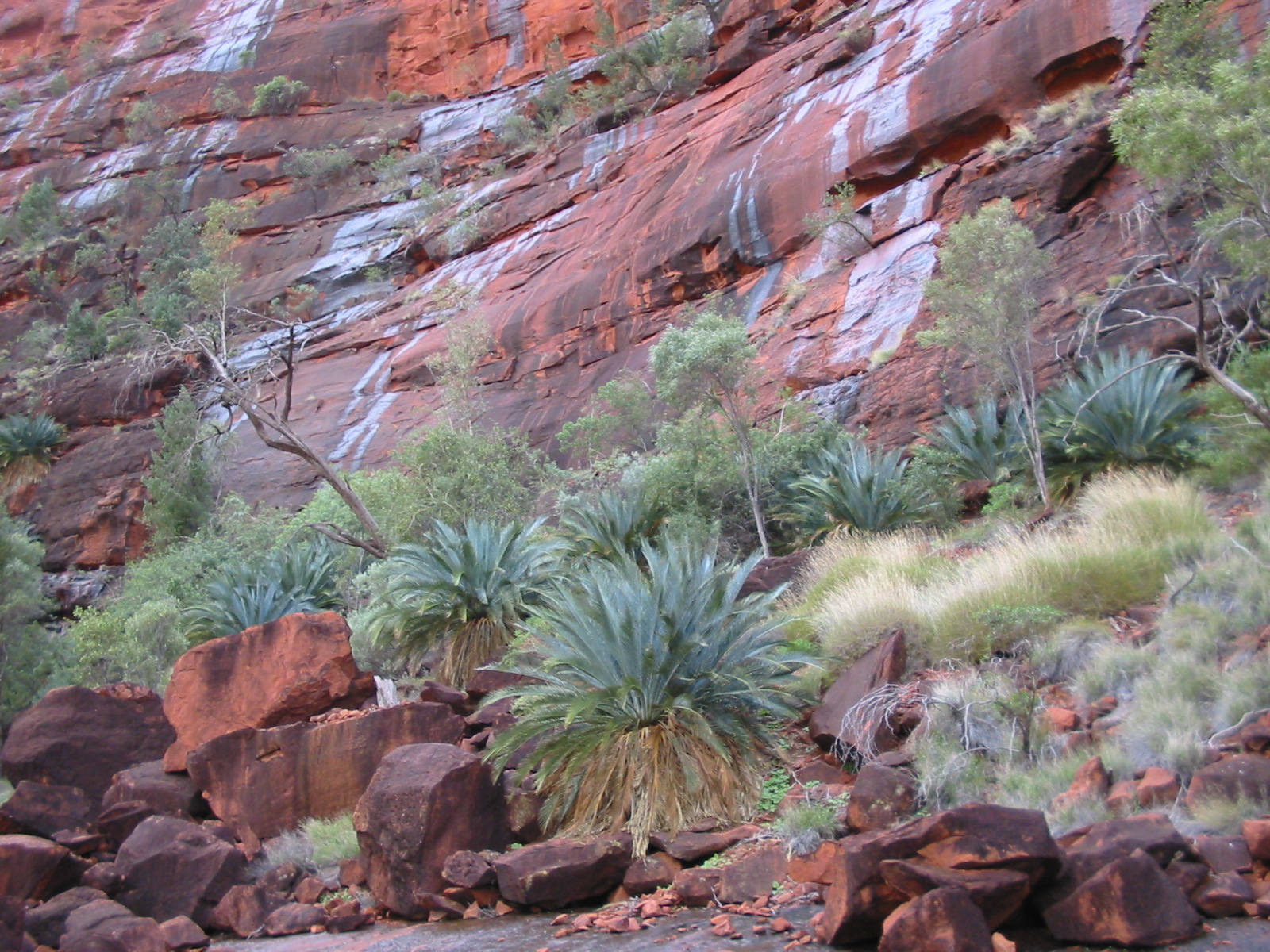
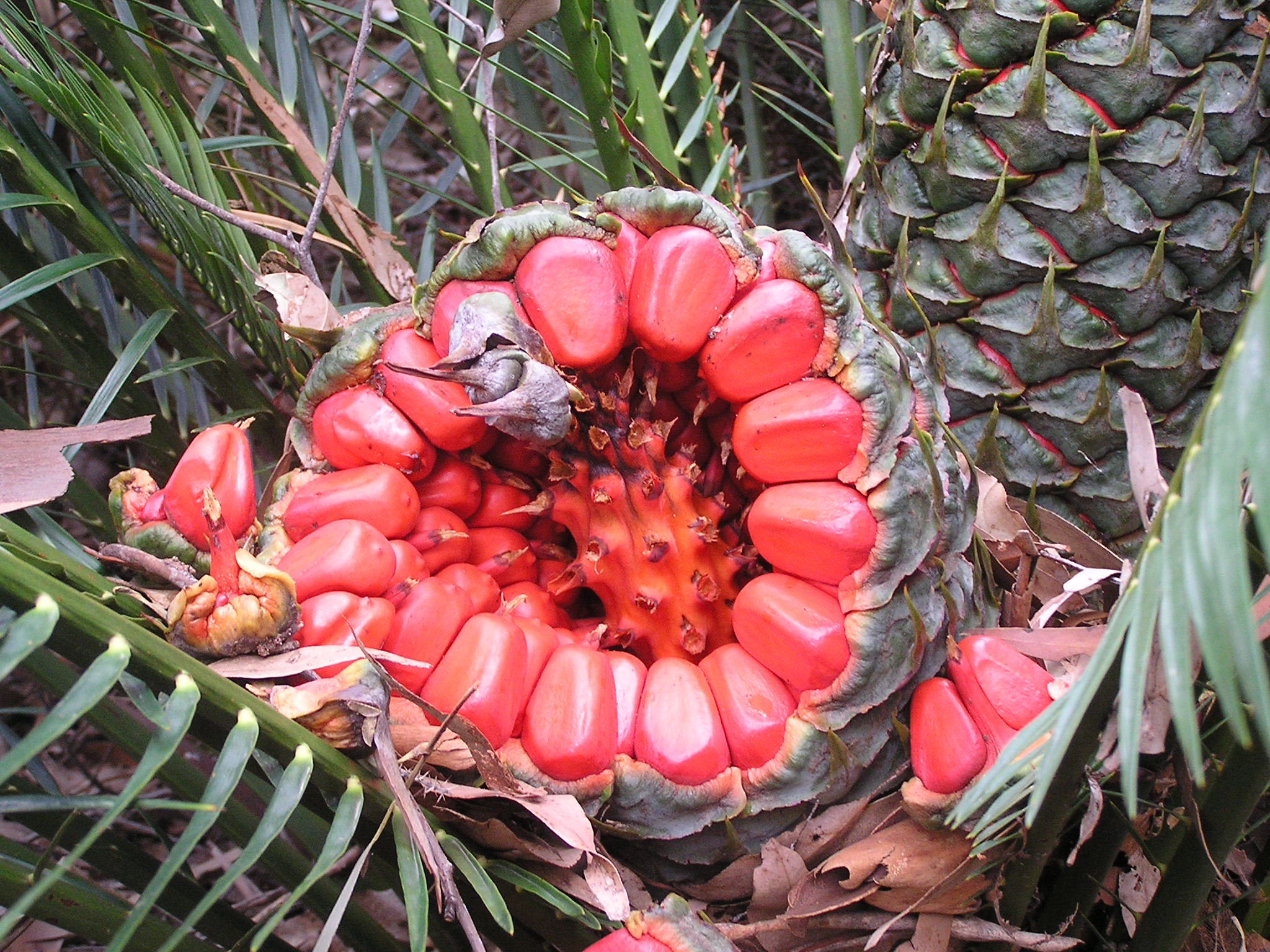
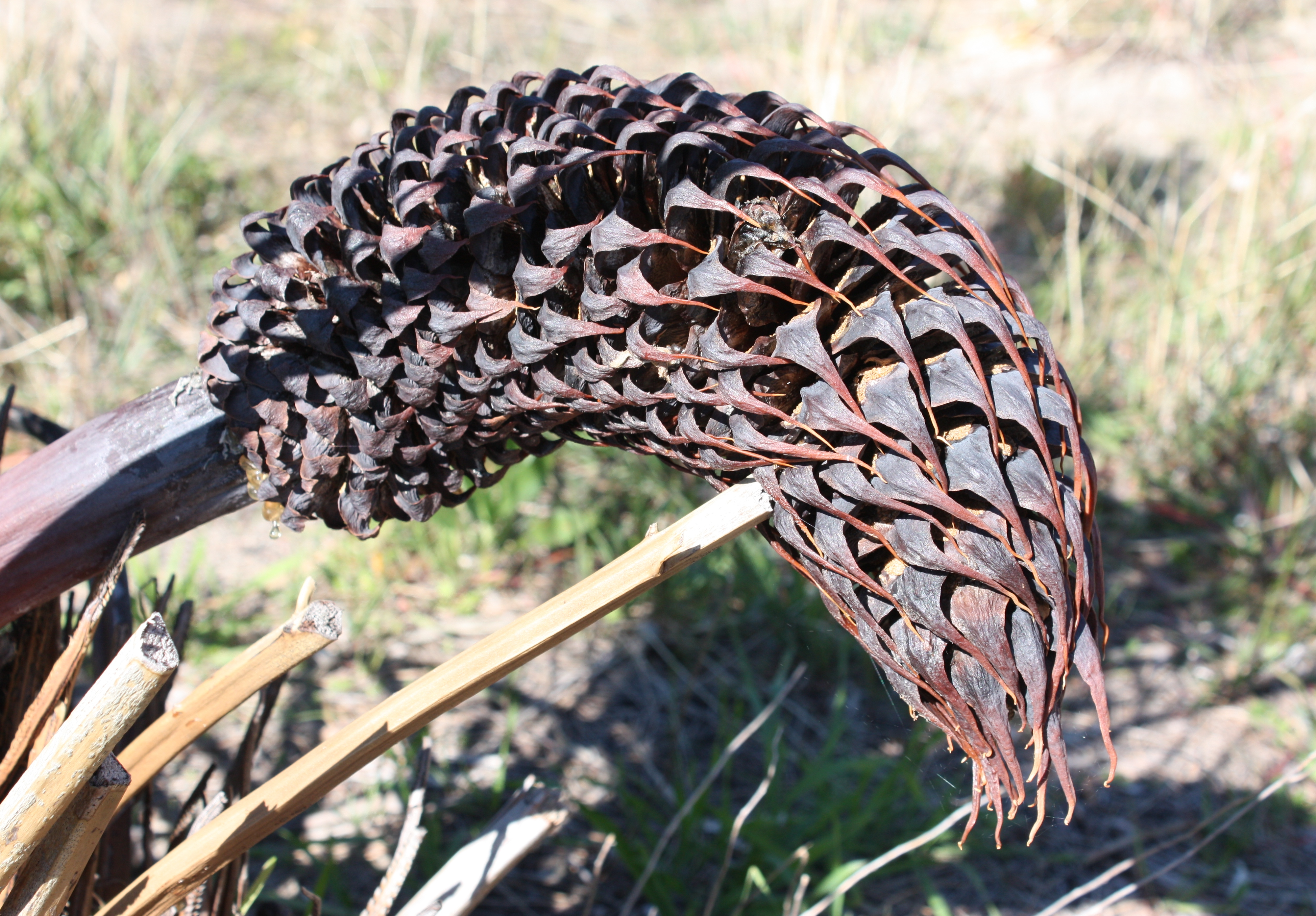
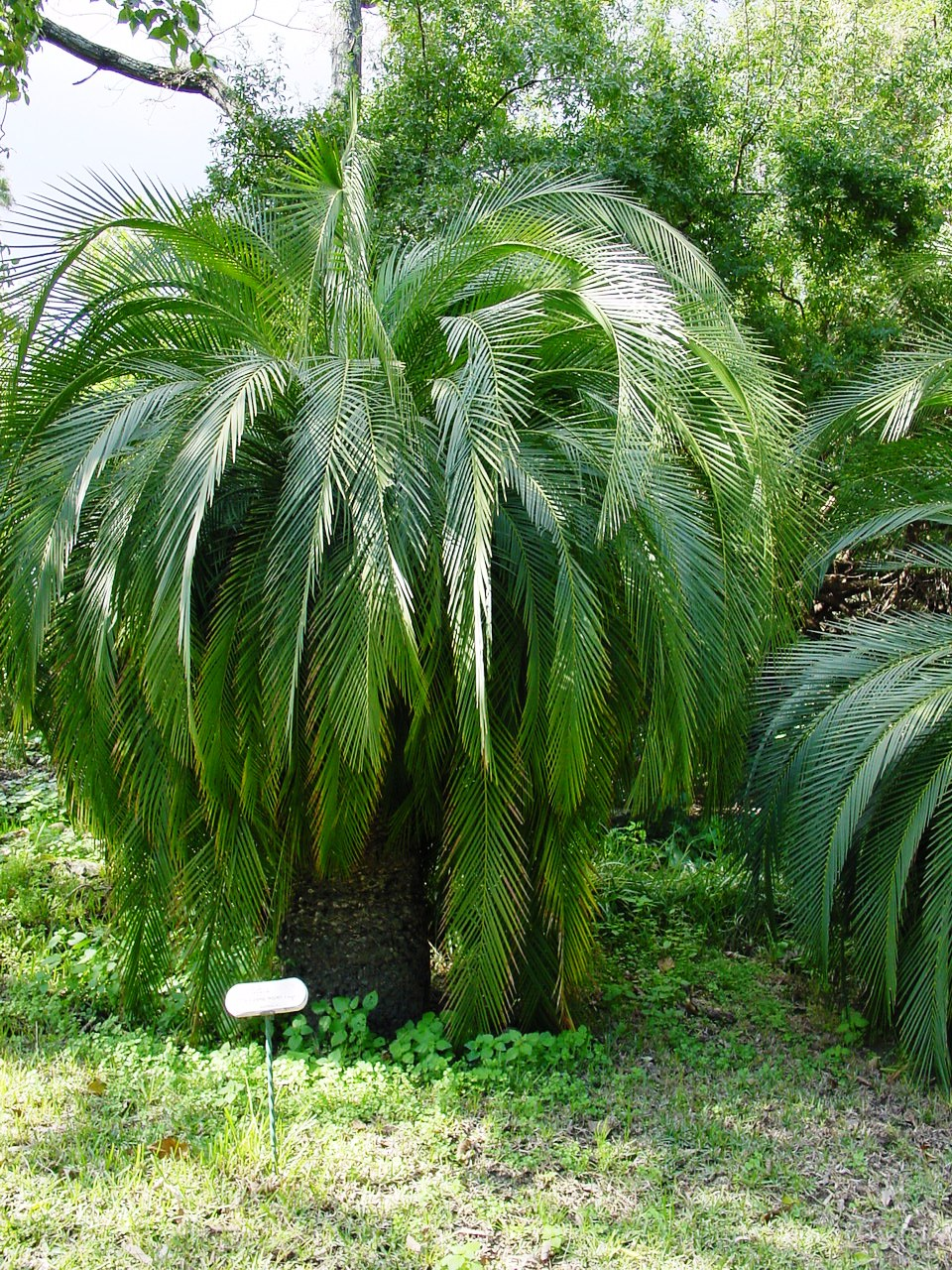
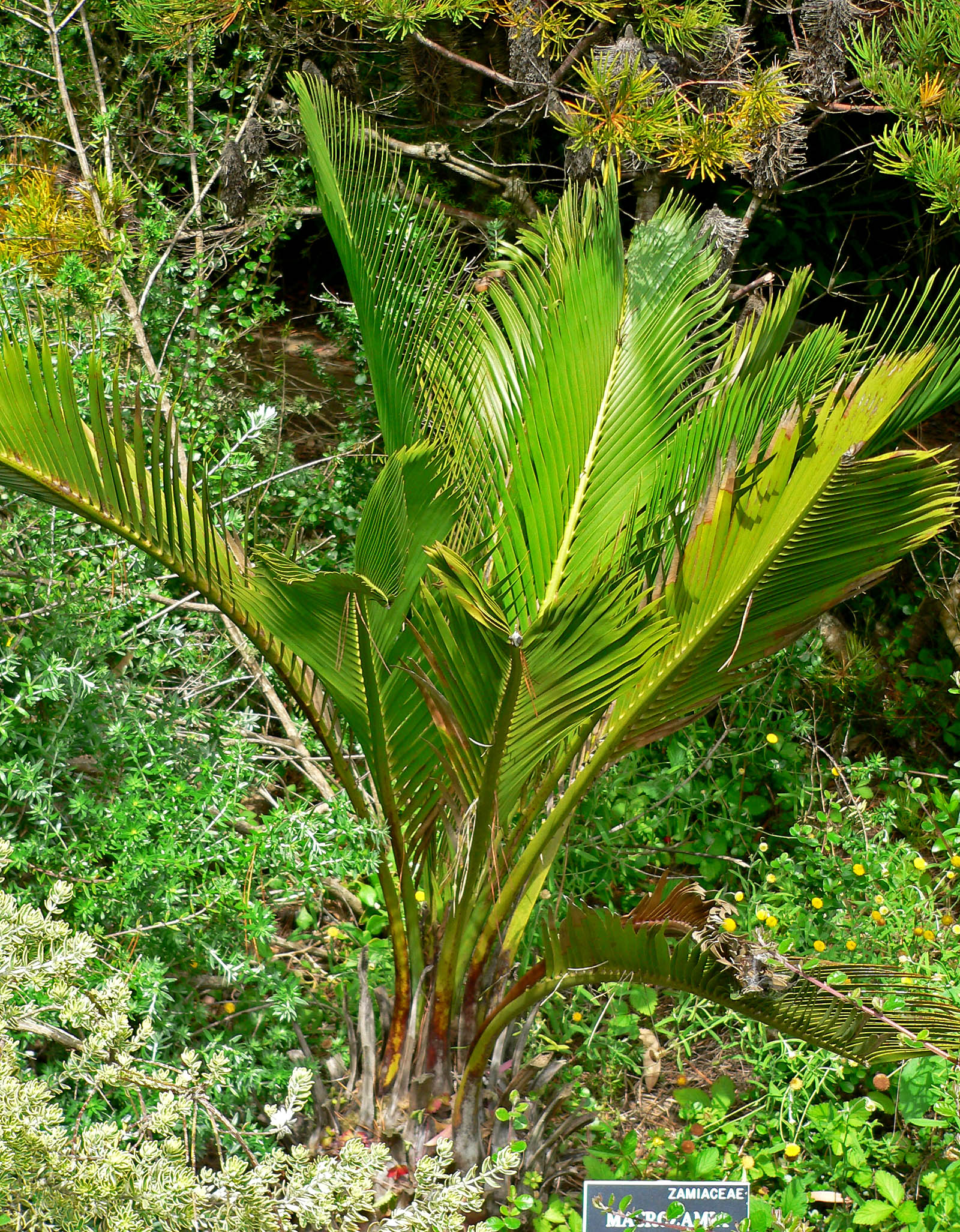

## Dottertaxa tillMacrozamia, i alfabetisk ordning[1]
- Macrozamia cardiacensis
- Macrozamia communis
- Macrozamia concinna
- Macrozamia conferta
- Macrozamia cranei
- Macrozamia crassifolia
- Macrozamia diplomera
- Macrozamia douglasii
- Macrozamia dyeri
- Macrozamia elegans
- Macrozamia fawcettii
- Macrozamia fearnsidei
- Macrozamia flexuosa
- Macrozamia fraseri
- Macrozamia glaucophylla
- Macrozamia heteromera
- Macrozamia humilis
- Macrozamia johnsonii
- Macrozamia lomandroides
- Macrozamia longispina
- Macrozamia lucida
- Macrozamia macdonnellii
- Macrozamia macleayi
- Macrozamia miquelii
- Macrozamia montana
- Macrozamia moorei
- Macrozamia mountperriensis
- Macrozamia occidua
- Macrozamia parcifolia
- Macrozamia pauli-guilielmi
- Macrozamia platyrhachis
- Macrozamia plurinervia
- Macrozamia polymorpha
- Macrozamia reducta
- Macrozamia riedlei
- Macrozamia secunda
- Macrozamia serpentina
- Macrozamia spiralis
- Macrozamia stenomera
- Macrozamia viridis